# Sinaida Nikolajewna Jussupowa

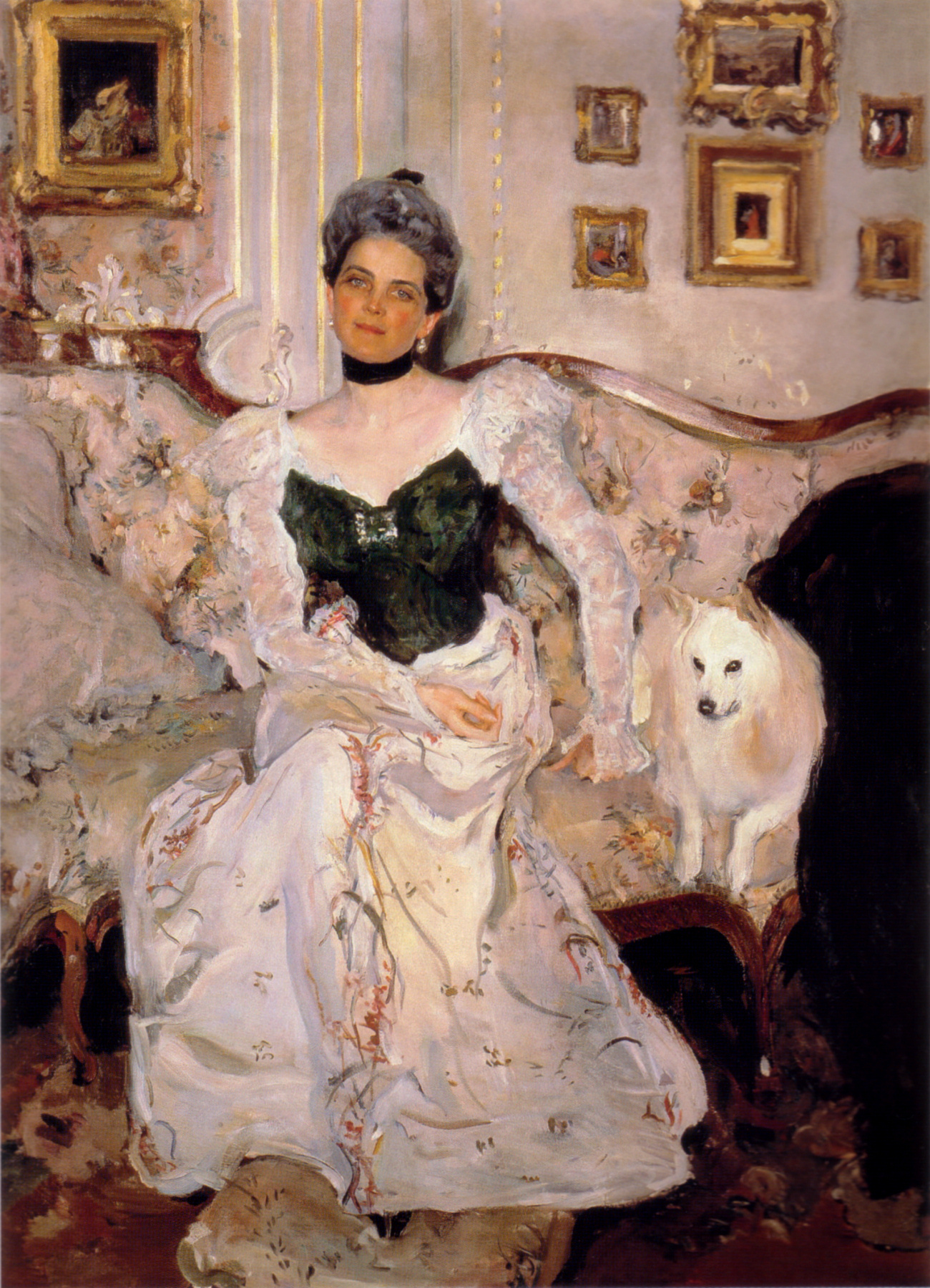
Sinaida Nikolajewna Jussupowa etwa 1900–1902 (Gemälde von Walentin Alexandrowitsch Serow)

Sinaida Nikolajewna Fürstin Jussupowa (russisch Зинаи́да Никола́евна Юсу́пова) (* 2. September 1861 in Sankt Petersburg; † 24. November 1939 in Paris) stammte aus dem Adelsgeschlecht Jussupow und war, nach dem Tod ihrer Schwester, Erbin des beträchtlichsten Vermögens im Zarenreich. Am Zarenhof und in der gehobenen Gesellschaft St. Petersburgs und Moskaus wurde sie für ihre Schönheit, Großzügigkeit und Gastfreundschaft verehrt. Damit stellte sie einen wichtigen Punkt innerhalb der Gesellschaft dar. Bekanntheit erlangte sie außerdem durch ihren Sohn Felix Jussupow, welcher maßgeblich an der Ermordung des Starez Grigori Jefimowitsch Rasputin beteiligt war.

## Leben

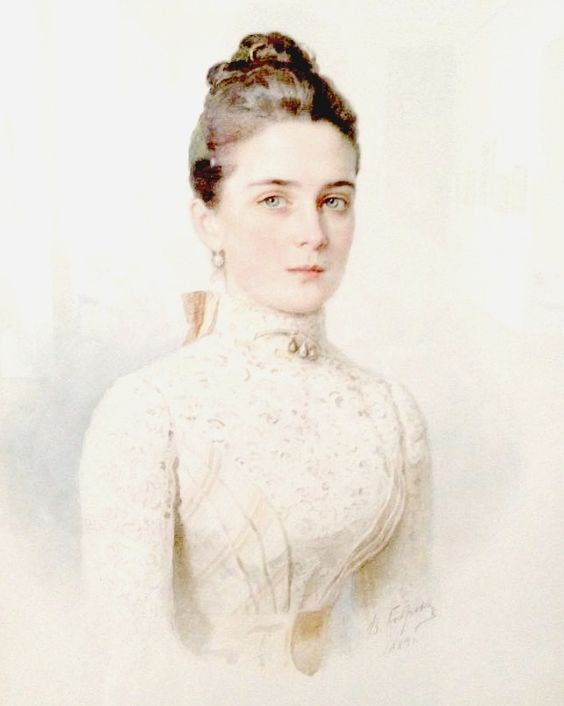
Sinaida Nikolajewna Jussupowa 1889

### Frühe Jahre
Prinzessin Sinaida Nikolajewna Jussupowa war das einzige überlebende Kind von Fürst Nikolai Borisowitsch Jussupow (12. Oktober 1827–31. Juli 1891) und seiner Gemahlin Gräfin Tatjana Alexandrowna de Ribeaupierre (29. Juni 1828–14. Januar 1879). Ihr Vater, Fürst Jussupow, war Marschall des kaiserlichen Hofes und beriet die Zarenfamilie wie schon sein Großvater bei ihrem umfassenden Kunstankauf. Durch ihre Mutter war Sinaida eine entfernte Verwandte von Fürst Potjomkin. Ihre Großeltern waren der Kammerherr und Zeremonienmeister Boris Nikolajewitsch Jussupow und die Hofdame  Sinaida Iwanowna Jussupowa.
Durch den frühen Tod ihrer Geschwister avancierte Sinaida zu einer gefragtesten Partie im russischen Zarenreich. Das Haus der Jussupow geht auf die früheren Tatarenfürsten zurück und gehörte somit zu den ersten Familien des russischen Hochadels.  
Über die Jahrhunderte war die Familie Jussupow stark mit dem Haus Romanow verbunden und konnte während deren Herrschaft ein enormes Vermögen zusammentragen. Hierzu zählten unzählige Hektar Land, mehrere Schlösser und Gutsbesitze in ganz Russland sowie einige Industrieunternehmen. Daneben besaß die Familie eine exorbitante Sammlung kostbarer Juwelen, welche sich mit denen der Romanows messen konnten, und eine exzellente Kunstsammlung. 

### Heirat und Nachkommen

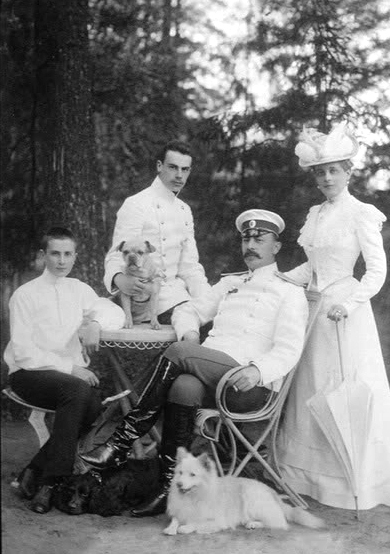
Felix F. Jussupow, Nikolaus F. Jussupow, Felix F. Sumarokow-Elston und Sinaida N. Jussupowa

Die gesamte Familie der Jussupow erhofften sich von Sinaida eine brillante Vermählung mit einem angesehenen Adelshaus. Sinaida lehnte jedoch alle Anträge von Großfürsten und Prinzen, welche sich um sie bemühten, ab und wählten den eher unbedeutenden Grafen Felix Felixowitsch Sumarokow-Elston zum Gemahl. Die Liebesheirat wurde am 4. April 1882 in der Kapelle des Moika-Palast in St. Petersburg geschlossen.
Aus der Ehe gingen zwei Söhne hervor, welche das Erwachsenenalter erreichten:
- Prinz Nikolaus Felixowitsch Jussupow (1883–1908) (wurde 1908 im Duell getötet)
- Prinz Felix Felixowitsch Jussupow (1887–1967)

Nach dem Tod des Fürsten Nikolai Borisowitsch Jussupow im Jahr 1891 beantragte Sinaidas Mann beim Zaren das Recht, sich fortan Fürst Jussupow zu nennen und diesen Titel auch an seine Söhne zu vererben.

### Spätere Jahre
Bis zum Beginn der Revolution nahm die Fürstin einen der vordersten Plätze in der Gesellschaft St. Petersburgs ein. Sie war allgemein sehr beliebt und sorgte durch ihren extravaganten modischen Geschmack sowie ihre Juwelensammlung für Furore. Am Hof versah Sinaida den Dienst als Hofdame sowohl für Zarinmutter Dagmar von Dänemark (1847–1928) als auch für Zarin Alexandra Fjodorowna.
1914 heiratete ihr einzig überlebender Sohn die Nichte des Zaren Großfürstin Irina.
Nach dem Ende der Monarchie in Russland verließ sie wie viele andere Adlige Russland und emigrierte nach Rom. Sie büßte einen Großteil ihres Vermögens ein und musste fortan ihre Juwelen nach und nach veräußern, um für den Lebensunterhalt der Familie aufzukommen. Nach dem Tod ihres Mannes zog sie nach Paris, wo sie den Rest ihres Lebens im Kreise der Familie ihres Sohnes verbrachte.

## Auszeichnungen
- Theresienorden

## Bibliografie
- Buchanan, Meriel. Princess Zenaida Yusopova. Royal Russia. N 4, 2013. ISBN 978-1927604045.
- Youssoupoff, Prince Felix. Lost Splendor: The Amazing Memoirs of the Man Who Killed Rasputin. Turtle Point Press, 2003. ISBN 978-1885586582

| Personendaten    | Personendaten                          |
| ---------------- | -------------------------------------- |
| NAME             | Jussupowa, Sinaida Nikolajewna         |
| ALTERNATIVNAMEN  | Jussupowa, Sinaida Nikolajewna Fürstin |
| KURZBESCHREIBUNG | Mitglied der Familie Jussupow          |
| GEBURTSDATUM     | 2. September 1861                      |
| GEBURTSORT       | Sankt Petersburg                       |
| STERBEDATUM      | 24. November 1939                      |
| STERBEORT        | Paris                                  |